# Käthe von Nagy

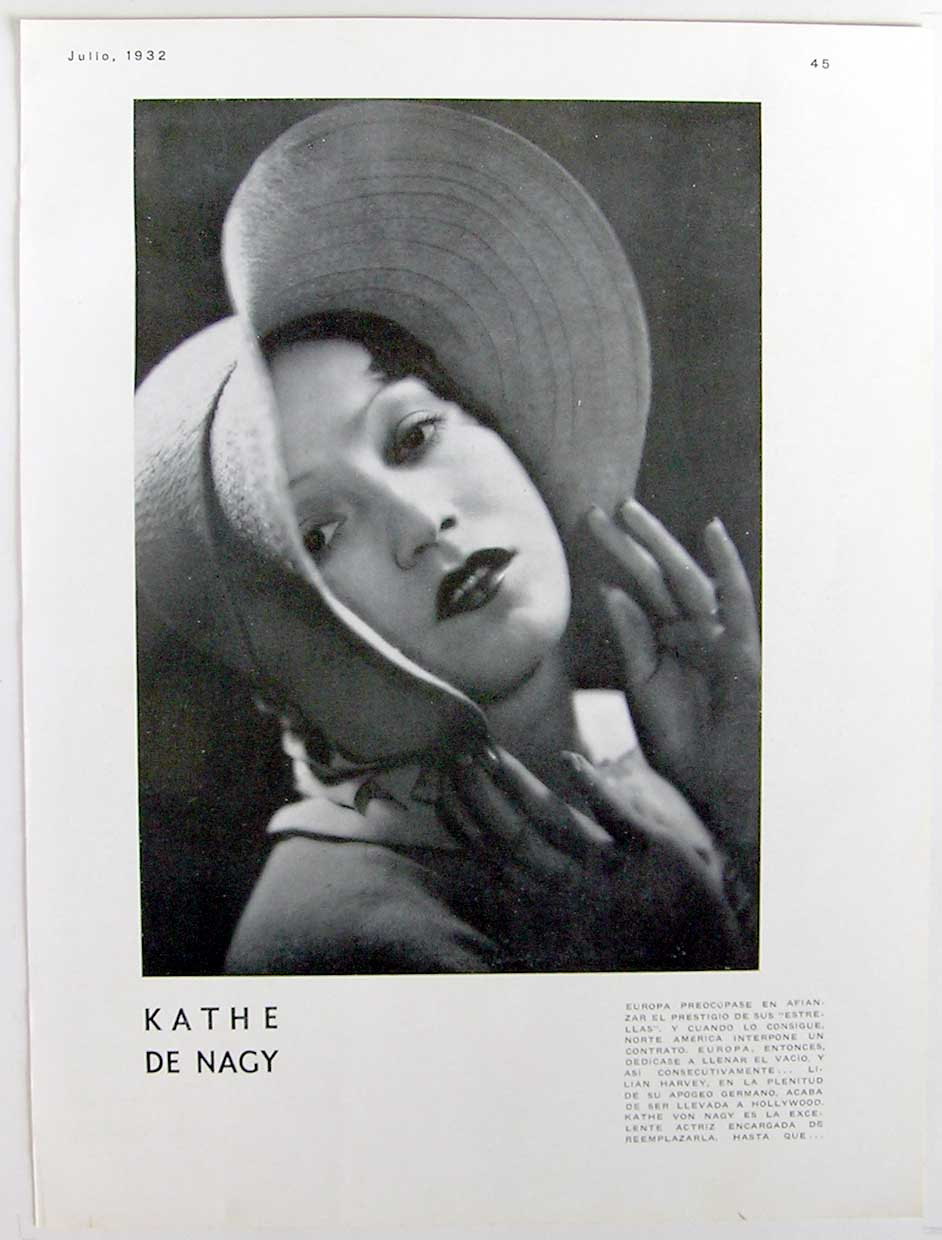
Käthe von Nagy auf einem argentinischen Magazin (1932)

Käthe von Nagy (anhörenⓘ Aussprache [nɔɟ], gebürtig Ekaterina Nagy von Cziser, auch Kate David, Kate de Nagy, Kitty Fattini und Kató Nagy; * 4. April 1904 in Szabadka, Österreich-Ungarn; † 20. Dezember 1973 in Los Angeles, Kalifornien, USA) war eine ungarische Schauspielerin.

## Leben und Filme
Käthe von Nagy, Tochter eines Bankdirektors, hat nach dem Gymnasium kurze Zeit eine Klosterschule (Sancta Christiana in Frohsdorf bei Wien) und dann ein weiteres Internat in Siebenbürgen besucht. Sie wollte zunächst Schriftstellerin werden und zog darum – unüblich damals für eine junge Frau – allein nach Budapest, wo sie in einer Zeitschrift einige Novellen veröffentlichen konnte und die Schauspielschule von Béla Gáal besuchte. Der Vater ließ sie zurückholen und gab ihr eine Anstellung in einem seiner Büros. Schließlich konnte sie ihren Berufswunsch jedoch durchsetzen und ging nach Berlin, wo sie als Korrespondentin für die ungarische Zeitung Pesti Hírlap arbeitete. Nach zahlreichen vergeblichen Bewerbungen erhielt sie 1927 bei der Sternheim-Film GmbH ein erstes Filmengagement, eine Nebenrolle Constantin J. Davids Lustspiel Männer vor der Ehe, in dem auch Grethe Weiser ihr Filmdebüt gab. Die erste Hauptrolle spielte Käthe von Nagy bereits 1927/28 in der von Seymour Nebenzahl und Joe May produzierten Komödie Die Durchgängerin. Weitere Hauptrollen folgten in den Filmen Mascottchen (1929) und Ihre Majestät die Liebe (1930). 1930 trat sie in Robert Wienes erstem Tonfilm, dem Jekyll-and-Hyde-Drama Der Andere als resolute Halbweltdame mit psychotherapeutischen Fähigkeiten auf.
Seit 1931 stand Käthe von Nagy, die durch ihr kesses Temperament und ihre aparte, etwas exotische Erscheinung aus dem Rahmen des Üblichen fiel, für die Ufa vor der Kamera: zunächst in Kurt Gerrons Lustspiel Meine Frau, die Hochstaplerin (mit Heinz Rühmann) und in Ihre Hoheit befiehlt (mit Willy Fritsch). Danach spielte sie Hauptrollen in den Filmen Der Sieger (1932, mit Hans Albers), Ich bei Tag und Du bei Nacht (1932, mit Willy Fritsch) und kurz nach dem nationalsozialistischen Regierungsantritt auch in dem antisowjetischen Propagandafilm Flüchtlinge (mit Hans Albers). Mehr Hauptrollen folgten in den Filmen Der junge Baron Neuhaus (1934, mit Viktor de Kowa), Einmal eine große Dame sein (1934, mit Wolf Albach-Retty), Die Töchter Ihrer Exzellenz (mit Willy Fritsch), Die Freundin eines großen Mannes (mit Karl Ludwig Diehl), Prinzessin Turandot (1934, mit Willy Fritsch), Liebe, Tod und Teufel (mit Albin Skoda und Brigitte Horney), Ave Maria (mit Beniamino Gigli), Am seidenen Faden (mit Willy Fritsch), Unsere kleine Frau (mit Albert Matterstock), Salonwagen E 417 und Renate im Quartett (mit Gustav Fröhlich).
Von 1939 an arbeitete Käthe von Nagy, die Französisch sprach, auch früher schon wiederholt in französischen, italienischen und österreichischen Filmproduktionen mitgewirkt hatte und seit 1935 mit ihrem zweiten Ehemann in Paris lebte, nur noch in Frankreich. In einem deutschen Film wirkte sie nur 1952 noch einmal als Nebendarstellerin mit.
Käthe von Nagy, die in erster Ehe mit dem Regisseur Constantin J. David und in zweiter Ehe mit dem Franzosen Jacques Fattini verheiratet war, starb 1973 bei Los Angeles an einem Krebsleiden.

## Filmografie (Auswahl)
- 1927: Männer vor der Ehe
- 1927: Gustav Mond … Du gehst so stille
- 1927: Das brennende Schiff / Le bateau de verre
- 1927: Die Sandgräfin
- 1928: Die Durchgängerin
- 1928: Die Königin seines Herzens
- 1928: Die Republik der Backfische
- 1929: Der Weg durch die Nacht
- 1929: Schienen (Rotaie)
- 1929: Mascottchen
- 1929: Aufruhr im Junggesellenheim
- 1929: Unschuld (Die kleine Veronika)
- 1930: Ihre Majestät die Liebe
- 1930: Gaukler (Les saltimbanques)
- 1930: Der Andere
- 1931: Ronny
- 1931: Meine Frau, die Hochstaplerin
- 1931: Ihre Hoheit befiehlt
- 1931: Le capitaine Craddock
- 1932: Das schöne Abenteuer
- 1932: Der Sieger
- 1932: Strich durch die Rechnung
- 1932: Ich bei Tag und Du bei Nacht
- 1932: À moi le jour, à toi la nuit
- 1933: Un jour viendra
- 1933: Au bout du monde
- 1933: Flüchtlinge
- 1934: Nuit de mai
- 1934: Der junge Baron Neuhaus
- 1934: La jeune fille d’une nuit
- 1934: Einmal eine große Dame sein
- 1934: Die Töchter ihrer Exzellenz
- 1934: Die Freundin eines großen Mannes
- 1934: Prinzessin Turandot
- 1934: Liebe, Tod und Teufel
- 1935: Die Pompadour
- 1935: Unter falschem Verdacht (La route impériale)
- 1936: Ave Maria
- 1937: La Bataille silencieuse
- 1937: Weiße Fracht für Rio (Cargaison blanche)
- 1938: Die unruhigen Mädchen (Finale)
- 1938: Nuits de princes
- 1938: Am seidenen Faden
- 1938: Unsere kleine Frau/Mia moglie si diverte
- 1938: Die Zehnte soll es sein (Accord final)
- 1939: Salonwagen E 417
- 1939: Renate im Quartett
- 1943: Mahlia la métisse
- 1948: Alarm in San Juano (Cargaison clandestine)
- 1952: Die Försterchristel

## Gesang/Schellackaufnahmen
- Wenn ich sonntags in mein Kino geh. 1932 (aus: Ich bei Tag und du bei Nacht), Film- und Schellackfassung